# 百頭
百頭（ひゃくとう）は、仏教説話に登場する怪魚。日本の説話集『今昔物語集』にも「百頭魚」（ひゃくとうぎょ）の名で記述されている。
外見は巨大魚だが、頭部は馬、猿、犬、豚、虎、狐、羊、蛇など、それぞれ異なる100の頭からなる。
もとはカピラという名の人間の高僧だったが、仲間の僧たちが聖典を読み間違えるたびに「馬頭」「猿頭」などと呼んで馬鹿にしたため、その言葉の罪によってこのような怪物に生まれ変わってしまったとされる。
海中で怪魚の姿で自分の行いを反省した百頭は、寿命がきて死ぬ寸前に釈迦に出会い、その心は慰められたという。